# Antíoco XIII Asiático
Antíoco XIII Asiático foi um Rei selêucida que governou de 69-64 a.C, sucessor de Tigranes, o Grande, Rei da Armênia. Seu pai foi Antíoco X Eusébio.
Como último rei selêucida governou apenas no nome desde criança, quando seu pai morreu em 88 a.C. e sua mãe atuou como regente. Não só ela não conseguiu obter o reconhecimento de seu direito ao trono do Egito, como perdeu o controle da maior parte da Síria. Foi deposta por Tigranes II, Rei da Arménia. 
Quando Lúculo estava em guerra contra Mitrídates VI do Ponto, o perseguindo no território de Tigranes II da Arménia, aliado de Mitrídates, Antíoco XIII Asiático, filho de Antíoco X Eusébio (Antíoco Pio) entrou na Síria clandestinamente e tomou o poder, com o consentimento do povo.
Depois, foi desafiado por seu primo de segundo grau, Philip II. Com o apoio da população de Antioquia e de um chefe local da Cilícia, Philip II Philoromaeus expeliu seu parente. 
Pompeu, sucessor de Lúculo, expulsou Antíoco XIII da Síria, mesmo ele não tendo feito nada contra os romanos; o motivo alegado foi que não era justo que os selêucidas, que haviam sido expulsos por Tigranes, governassem a Síria, em vez dos romanos, que haviam derrotado Tigranes.
Seu assassinato ocorreu pelo governante árabe de Emesa: Shemashgeram, liderado por Pompeu para abolir a monarquia selêucida. Em 64 a.C, Pompeu anexou a Síria como uma província do Império Romano.